# ぽんぽこ物語
『ぽんぽこ物語』（ぽんぽこものがたり）は、1957年11月11日から1958年2月22日までKRT（現：TBSテレビ）で放送された時代劇。全75話。武田薬品工業の一社提供（『タケダアワー』の前身）。放送時間は月曜 - 土曜18:00 - 18:10（JST）。
屋外ロケ撮影され、16ミリフィルムで収録された日本初のテレビドラマである。放送後は所在不明だったが、2018年12月にTBSの子会社・TBSビジョンの倉庫から71話分のフィルムが発見された。
従来、時代劇ということでの衣装代等がかさみ、低視聴率で3か月で打ち切り終了と言われていたが、放映は予定通りの話数であり、視聴率も最高16.7%あり、テレビの世帯普及率7.8%の当時としては高いものであった。

## 出演者
- ぽん子 / 初夢姫：小鳩くるみ
- ぽん吉 / 松木源之助：栗原眞一
- 鶴のおばさん：若水ヤエ子
- 黒野八回：里井茂
- 土佐精助：久野四郎
- 魚徳：大塚周夫
- お政：宇野良子
- 大殿：浜口庫之助
- 奥方：若原春江
- 六馬心左ェ門：佐藤一郎
- 弓矢折太郎：根本嘉也
- 弱井剣之介：鈴村一郎
- 謎の女剣士：風延子[1]

## スタッフ
- 企画：大垣三郎
- 原案：宮崎博史
- 脚本：川内康範
- 監督：真弓典正
- 音楽：小川寛興
- 撮影技術：古山三郎（東京テレビ映画）
- 制作：東京テレビ映画
- 広告：宣弘社（ノンクレジット）[1]

## 漫画
宮坂栄一によって、『少女ブック』（集英社）に漫画が連載された。

## 映像の現存と映像ソフト化
発見されたのは本編67巻にオープニングタイトル1巻、音ネガ1巻。そのうち、本編フィルム11巻は損傷が激しく現時点で修復が断念されている。
2020年にTBS Vintage Japanからフィルムの一部（12話分）を収録したDVDと小鳩くるみが所蔵していた音源テープによる劇中歌を収録したサントラCDのセットで商品化された。なお、一話分のみ現存するオープニングタイトル（音声無し）は収録されていない。
また、上記フィルムとは別に、番組自体のオープニングを兼ねたオープニングキャッチのフィルムが現存している（全45秒、立命館大学アート・リサーチセンター所蔵）。